# RBU-1200
RBU-1200はソビエト連邦が開発した対潜迫撃砲。ロケット弾とされた爆雷を投射するもので、対潜攻撃指揮装置とともにウラガン・システムを構成する。

## 概要
RBU-1200は、新世代の対潜前投兵器として、1950年代後半に開発された。発射機は、口径250mm、長さ1.4mの砲身を5本束ねたもので、俯角51度までの俯仰が可能だが、旋回はできない。再装填は人力である。
ロケット爆雷は、重量70kg、炸薬量34kgで、危害半径は6m。最大射程は1,450m。5連装発射機から発射された場合、爆雷は70×150mに拡散して着弾する。なお、のちに中華人民共和国は、弾体重量40kg、炸薬量3kgまで軽量化する一方、射程を2,000mまで延伸したものを開発した。
RBU-1200は、1950年代から1960年代にかけて、ソビエト海軍の多くの艦艇に搭載されたほか、多くの同盟国に輸出されて使用された。また、のちにRBU-6000など、西側諸国でRBUシリーズとして知られる多くの発達・派生型のもととなった。なお、番号が近いRBU-1000 スメールチ3は、大型艦が近距離での自衛射撃に使用するものとして開発された、高度に自動化された対潜ロケット・システムであり、本機の系譜に連なってはいるものの、ほとんど別物の兵器である。